# T'ien Hu Colles
T'ien Hu Colles zijn een reeks heuvels op de planeet Venus. De T'ien Hu Colles werden in 1991 genoemd naar T'ien Hu, een Chinese zeegodin.
De heuvels hebben een diameter van 947 kilometer en bevinden zich op het Bereghinya Planitia in het quadrangle Bereghinya Planitia (V-8).